# 1908 en Nouvelle-Écosse
Chronologie de la Nouvelle-Écosse
- 1904
- 1905
- 1906
- 1907
- 1908
- 1909
- 1910
- 1911
- 1912

Cette page concerne des événements d'actualité qui se sont produits durant l'année 1908 dans la province canadienne de la Nouvelle-Écosse.

## Politique
- Premier ministre : George H. Murray
- Chef de l'Opposition :
- Lieutenant-gouverneur : Duncan Cameron Fraser
- Législature :

## Décès

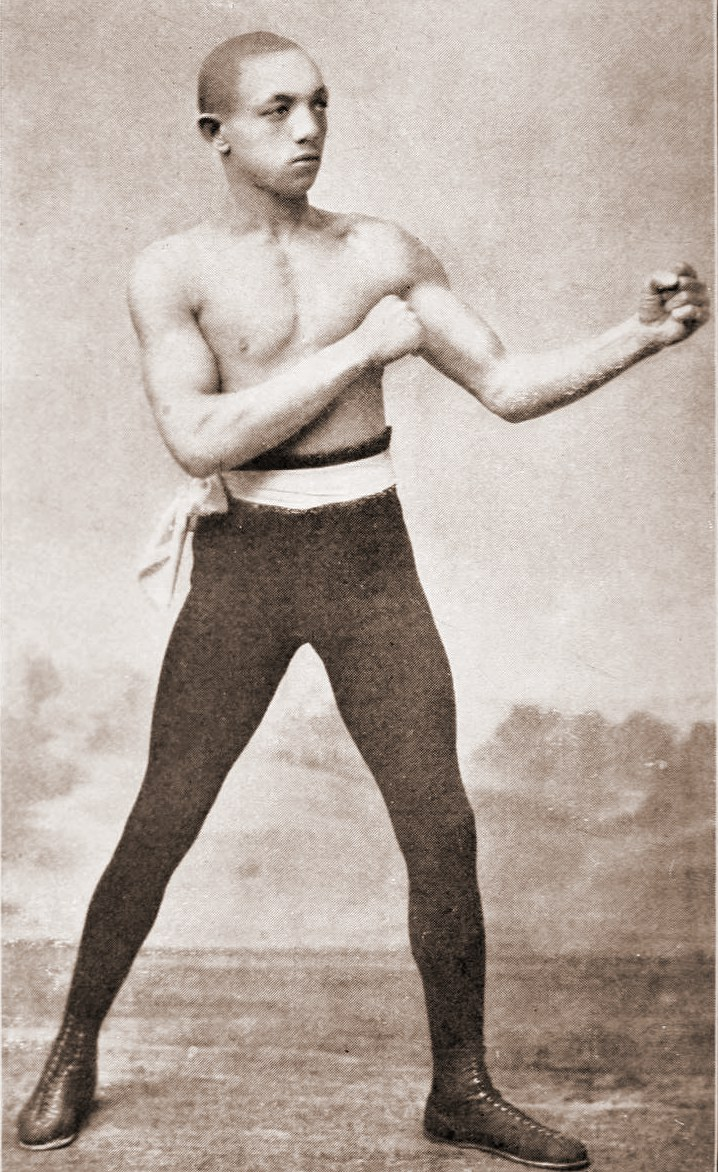
George Dixon

- 6 janvier : George Dixon est un boxeur canadien né le 29 juillet 1870 à Africville, Halifax. Il est considéré comme le 1er champion du monde poids coqs après sa victoire par KO au 18e round face au champion d'Angleterre Nunc Wallace le 27 juin 1890 à Londres[1]